# 더콰이엇
더 콰이엇(The Quiett, 본명: 신동갑, 1985년 1월 29일 ~ )은 대한민국의 래퍼 겸 힙합 프로듀서 및 데이토나의 공동 대표이다. 17살 때부터 취미로 랩과 비트메이킹을 시작하여 2003년에 언더그라운드 힙합 씬에서 활동 후, 20살이었던 2004년에 소울 컴퍼니를 공동 설립하며 데뷔하였다. 2010년에 소울 컴퍼니에서 나오고 2011년에 도끼와 함께 일리네어 레코즈를 설립했다. 2016년에는 Ambition Musik을 도끼와 공동으로 설립하였다. 2020년 11월 26일, 염따와 데이토나를 공동 설립하였다.

## 생애 및 경력

### 1985년 ~ 2004년: 초기 경력
신동갑은 1985년 1월 29일, 경기 안양에서 태어나 생후 2, 3개월 때 경기 광명으로 이사를 갔다. 중학생 무렵, 퍼프 대디의 음반 No Way Out을 듣고 힙합에 빠져, 17살이었던 2000년부터 비트메이킹과 작사를 시작하였다. 맙딥의 "Quiet Storm"에서 이름을 딴 더 콰이엇을 예명으로 하고, 당시 마스터플랜을 비롯, 아마추어 힙합 씬에서 활동하였다. 이후 20살이었던 2004년 성공회대학교 신문 방송 학과로 진학하였고, 일본 도쿄를 다녀온 후 동료 래퍼들과 함께 소울 컴퍼니를 공동 설립하였다. 6월 10일, 설립과 동시에 첫 컴필레이션 음반 The Bangerz를 발매하였다.

### 2005년 ~ 2011년: 소울 컴퍼니
2005년 첫 정규 음반 Music을 발매하였고, 2006년, 인스트루멘탈 음반 Q Train을 발표하여 이듬 해, 제 4회 한국대중음악상 올해의 힙합 음반상을 수상하였고 팔로알토와 함께 P&Q를 결성하여 Supremacy를 발매하였다. 2007년 12월, 세 번째 정규 음반 The Real Me를 발표하였고, 이어 윤미래의 〈검은 행복〉, 드렁큰타이거의 "8:45 Heaven" 등 히트곡을 만들며 프로듀서로도 이름을 알렸다.

### 2011년 ~ 2020년: 일리네어 레코즈

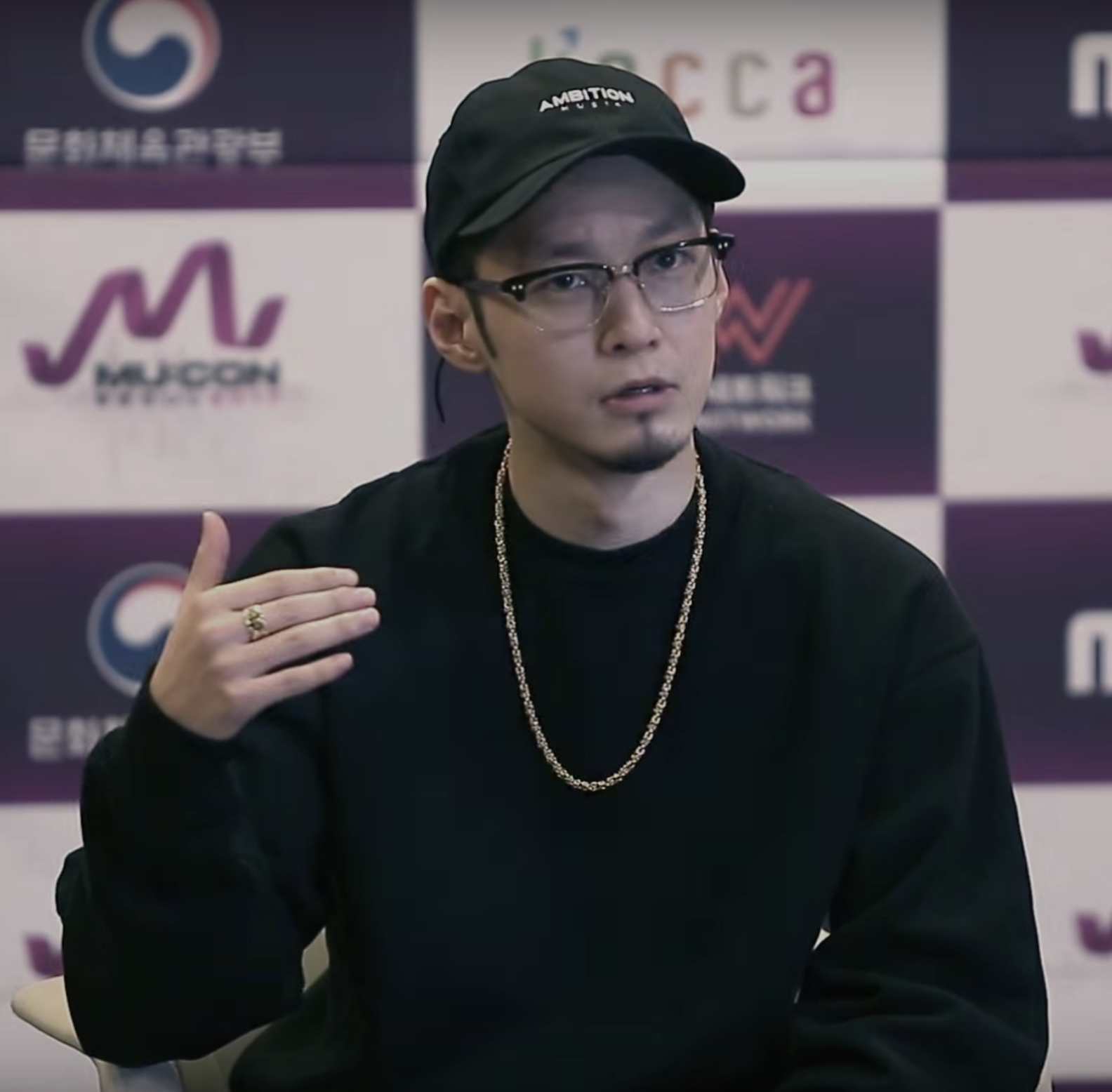
2017년 더콰이엇

2010년 3월, 네번째 정규 음반 Quiet Storm: a Night Record를 발표 후 12월, 소울 컴퍼니를 탈퇴. 2011년 1월 1일, 도끼와 함께 일리네어 레코즈를 설립하였고 설립 후, 2011년 Stormy Friday EP, 2013년 AMBITIQN를 발매하였다. 2014년 일리네어 레코즈의 컴필레이션 음반 11:11을 발매하였으며 엠넷 《Show Me The Money 3》에 프로듀서로 출연하였다. 2015년 10월에는 다섯번째 정규 음반 1 Life 2 Live를 발매하였고, 2016년에는 엠넷 《Show Me The Money 5》에 프로듀서로 출연하였다. 그 이후 "still got luv"와 "Mission", "Beautiful life II"를 주마다 발매하고 김효은, 해쉬스완, 창모로 구성된 "Ambition Musik"을 설립하였다. 그 이후 2018년에 엠넷 《Show Me The Money 777》에 프로듀서로 출연하였다. 그리고 고등래퍼3에 코드쿤스트와 같은 팀으로 프로듀서로 출연하였다. 2018년에 Ambition Musik에 애쉬 아일랜드를 섭외 하였고, 2019년 6월 11일에는 릴러말즈와 웨이체드를, 7월 19일에는 제네더질라를 영입하였다. 네이버 나우에서 랩하우스 온에어의 호스트로 염따와 함께 매주 목요일 밤 10시에 라디오를 진행 중이다.
2020년 2월 6일에 도끼가, 7월 6일에 빈지노가 일리네어 레코즈에서 나가면서 일리네어 레코즈는 해산됐다.

### 2020년 ~ 현재: 데이토나 엔더테인먼트
2020년 11월 26일에 염따와 공동으로 데이토나 엔터테인먼트를 설립하였다. 이후 재하, Skinny Brown, 팔로알토, 화나 같은 래퍼들을 영입하였다. 2021년 10월에는 던말릭이 엠비션 뮤직에 영입되었다.

## 음반

### 정규
- 1집 Music (2005)
- 2집 Q Train (2006)
- 3집 The Real Me (2007)
- 4집 Quiet Storm: a Night Record (2010)
- 5집 AMBITIQN (2013)
- 6집 1 Life 2 Live (2015)
- 7집 Q Train 2 (2016)
- 8집 Millionaire Poetry  (2017)
- 9집 glow forever  (2018)

### EP
- Stormy Friday  (2011)

### 믹스테잎
- The Lost Me (2007)
- Back On The Beats Mixtape Vol.1 (2008)
- Rapsolute Mixtape Vol.1 (도끼와의 합동 믹스테이프) (2010)
- Back On The Beats Mixtape Vol.2 (2011)
- Road to Q train (2016) - 더콰이엇이 최근 작곡한 곡들의 inst 모음 믹스테잎

### 프로젝트 및 컴필레이션 음반
- Supremacy (P&Q) (2006)
- 246 (Makesense와 합동 음반) (2009)
- 11:11 (일리네어 레코즈) (2014)
- The Fearless Ones (일리네어 레코즈) (2019)

## 출연 작품

### 방송
- 2014년 Mnet 《쇼미더머니 3》 - 심사위원 겸 프로듀서
- 2015년 Mnet 《4가지쇼》 - 도끼 편
- 2016년 Mnet 《쇼미더머니 5》 - 심사위원 겸 프로듀서
- 2016년 KBS2 《슈퍼맨이 돌아왔다》 - 양동근 편 (특별 출연)
- 2018년 Mnet 《쇼미더머니 777》 - 심사위원 겸 프로듀서
- 2019년 Mnet 《고등래퍼 3》 - 프로듀서
- 2019년 Mnet 《쇼미더머니 8》 - 방청객 겸 특별 심사위원
- 2019년 MBN 《사인히어》 - 특별 심사위원
- 2021년 Mnet 《고등래퍼 4》 - 프로듀서
- 2021년 Mnet 《쇼미더머니 10》 - 쿤타 Double Up 피처링
- 2022년 Mnet 《쇼미더머니 11》 - 프로듀서

### 영화
| 연도 | 제목     | 역할     | 비고      |
| ---- | -------- | -------- | --------- |
| 2009 | 샘터분식 |          | 음악      |
| 2018 | 변산     | 심사위원 | 특별 출연 |
| 2018 | 리스펙트 | 본인     |           |

### CF
- 스카이 프레스토 (포스터 모델)
- 한국 GM 트랙스
- 질레트
- 블레이드 앤 소울 레볼루션

## 수상 경력
- Q Train으로 제4회 한국대중음악상에서 최우수 힙합 앨범상을 수상하였다.

- 2018년 제2회 한국힙합어워즈에서 올해의 아티스트상을 수상하였다.